# Lino Esparza
Lino Esparza Abad (Valencia, 2 de agosto de 1842-1889) fue un escultor español.

## Biografía
Natural de Valencia, fue discípulo de la Real Academia de Bellas Artes de San Carlos. Según reseña Ossorio y Bernard en su Galería biográfica de artistas españoles del siglo XIX, obtuvo «durante su carrera la nota de sobresaliente en la mayor parte de las asignaturas».
Entre sus obras, se cuentan bustos de Vicente Boix, cronista de Valencia; Asensio Jaubel, actor; Estanislao Sacristán y Ferrer, anticuario; José de Navarrete, director del hospital provincial, y Simón Rojas Clemente, así como una lápida en relieve por la que fue premiado con medalla de plata en la exposición regional de 1867. También fue autor de otra lápida en la que aparece de relieve la imagen del Ángel del silencio.
Falleció en 1889.